# Насильство у мультфільмах
Насилля в мультфільмах — показ насильницьких дій, в яких беруть участь анімаційні персонажі. Це є також ситуації, в яких персонаж є неушкодженим після вчинення насильства над ним.

## Дебати
Люди мають різні погляди на мультфільми та насилля в них. Деякі дослідники вважають, що високий рівень насильства в мультфільмах може зробити дітей більш агресивними.  Їхні дослідження також виявили, що маленькі діти, як правило, імітують негативну поведінку, яку вони бачать по телевізору.  
Інші дослідники вважають, що люди повинні враховувати яким чином діти обробляють інформацію, скільки розумових зусиль вкладають і їхній життєвий досвід, аби зрозуміти як саме телевізійне насилля впливає на дітей. Недавні дослідження показали, що діти, схоже, не наслідують акти насильства показані  в засобах масової інформації, будь то телебачення чи мультфільми.  Блумберг, Б'єрвірт і Шварц стверджують, що діти володіють здатністю диференціювати реальне життя від анімації, а також здатні розуміти що правильно, а що ні. Вони знають, що насильницькі дії є аморальними та завдають шкоди іншим, тому жорстокість, яка спостерігається в мультфільмах, для дітей лиш удавання і не буде застосована у реальному житті.  

## Опції для батьків та обмеження
Існує багато способів, завдяки яким батьки можуть контролювати вплив телевізійного насильства на дітей. Одним з найбільш ефективних і поширених способів є обмеження кількості і типів програм, які вони дивляться. Зі старшими дітьми батьки, можливо, захочуть обговорити і пояснити концепт телебачення. Це допоможе їм краще зрозуміти телевізійний матеріал і не дасть насиллю в ньому вплинути на їхній світогляд і поведінку. 
Для боротьби з насильством в мультфільмах було вжито певні заходи. Перший - Закон про дитяче телебачення, який вимагає трансляцію освітніх передач для дітей. Другий захід - це закон про V-chip, що дає змогу батькам блокувати телепередачі, які містять у собі насилля. Третій закон, спрямований проти жорстких мультфільмів, є TV Parental Guidelines - система, яка оцінює телевізійні шоу на основі їхнього вмісту. 
Крім того, для дітей від двох років, потрібно обмежити час перегляду телевізора, не більше 1-2 годин в день. Дітям, молодшим двох років, перегляд телебачення взагалі заборонений. Батькам слід дивитися телевізор разом зі своїми дітьми і обговорювати побачене, але не варто ставити його в дитячій спальні. 

## Вплив
Вплив жорстокості в мультфільмах на молодь залишається спірним. В цілому, думки щодо цього питання розділились без досягнення консенсусу.  Проте, вплив насильства може залишитися незалежно від того, чи імітуватимуть його діти.  